# Gunvor Eldegard
Gunvor Eldegard (född 14 april 1963 i Årdal) är en norsk politiker i det norska Arbeiderpartiet.